# Sercy
Sercy település Franciaországban, Saône-et-Loire megyében. Lakosainak száma 103 fő (2022. január 1.). Sercy Santilly, Bresse-sur-Grosne, La Chapelle-de-Bragny, Malay és Saint-Gengoux-le-National községekkel határos.

## Népesség
A település népessége az elmúlt években az alábbi módon változott:
| Lakosok száma | 99   | 95   | 100  | 97   | 99   | 100  | 102  | 102  | 103  |
|               | 2013 | 2015 | 2016 | 2017 | 2018 | 2019 | 2020 | 2021 | 2022 |